# Сапарлыев, Хыдыр Мухамметбердиевич
Хыдыр Мухамметбердиевич Сапарлыев (туркм. Saparlyýew Hydyr Muhammetberdiýewiç; 1958, Мары) — туркменский государственный деятель, дипломат. С 2011 года по апрель 2012 года занимал пост ректора Туркменского политехнического института. В апреле 2012 года снят с должности без предоставления нового места работы.

## Биография
Окончил Туркменский политехнический институт в 1982 году. По специальности — инженер. Имеет ученое звание кандидата технических наук.
После окончания ТПИ в течение года работал в вузе преподавателем. С 1983 по 1986 годы являлся аспирантом Туркменского политехнического института, вел научную работу в Московском научно-исследовательском энергетическом институте имени Г.М Кржижановского.
С 1986 года по 1994 год — инженер, научный сотрудник, старший научный сотрудник, заведующий лабораторией Научно-производственного объединения «Солнце» Академии наук Туркменистана. В течение трех лет — доцент Туркменского государственного института транспорта и связи, заместитель декана по учебной работе, консультант Отдела науки и образования Кабинета Министров Туркменистана.
С 1998 года по 1999 год — помощник заместителя Председателя Кабинета Министров Туркменистана. Затем был назначен заведующим Отделом науки и образования Кабинета Министров Туркменистана.
С августа 2001 года — апрель 2004 года — Ректор Туркменского политехнического института.
С 23 апреля 2004 года — 31 октября 2005 года — Министр образования Туркменистана.
С 31 октября 2005 — Чрезвычайный и Полномочный Посол Туркменистана в Армении.
16 февраля 2007 года −16 марта 2007 года — вновь Министр образования Туркменистана.
С 16 марта 2007 года — 11 февраля 2011 года — заместитель председателя Кабинета Министров Туркменистана, курирующий сферы образования, науки, здравоохранения, культуры, спорта, а также средства массовой информации, общественные организации по совместительству Председатель Чрезвычайной комиссии Туркменистана по борьбе с распространением заболеваний.
В начале 2011 года в результате ненадлежащей организации проводимой со студентами воспитательной работы и допущения снижения качества их обучения в Политехническом институте произошел негативный инцидент. Хыдыр Сапарлыев был освобожден от должности заместителя председателя кабинета министров Туркменистана, председателя чрезвычайной комиссии Туркменистана по борьбе с распространением заболеваний и с февраля 2011 года назначен ректором Туркменского политехнического института. В апреле 2012 года после серьезного ДТП, устроенного студентами Туркменского политехнического института, снят с должности.